# Flash de La Courneuve
I Flash de La Courneve sono una squadra di football americano di La Courneuve, un comune della periferia di Parigi, in Francia.
Fondati nel 1984 sono la squadra con la più lunga permanenza nella massima serie francese (24 anni). Hanno conquistato per 12 volte il Casco di Diamante (principale trofeo francese per club) e in campo europeo hanno disputato (e perso) 3 finali dell'Eurobowl.

## Dettaglio stagioni

### Tornei nazionali

#### Campionato

##### Division Élite
| Stagione | regular season | regular season | regular season | regular season | regular season | regular season | playoff | playoff | playoff | playoff | playoff | playoff           | playoff                        |
|          | Vin            | Par            | Per            | Tot            | PF             | PS             | Vin     | Per     | Tot     | PF      | PS      | risultato         | avversaria                     |
| -------- | -------------- | -------------- | -------------- | -------------- | -------------- | -------------- | ------- | ------- | ------- | ------- | ------- | ----------------- | ------------------------------ |
| 2011     | 9              | 0              | 1              | 10             | 265            | 143            | 2       | 0       | 2       | 75      | 41      | Campioni          | Centaures de Grenoble          |
| 2012     | 7              | 0              | 3              | 10             | 220            | 121            | 0       | 1       | 1       | 13      | 16      | Semifinale        | Spartiates d'Amiens            |
| 2013     | 7              | 2              | 1              | 10             | 266            | 110            | 1       | 1       | 2       | 25      | 35      | Casque de Diamant | Black Panthers de Thonon       |
| 2014     | 5              | 1              | 2              | 8              | 246            | 144            | 0       | 1       | 1       | 15      | 18      | Semifinale        | Molosses d'Asnières            |
| 2015     | 5              | 0              | 5              | 10             | 247            | 162            | 0       | 1       | 1       | 26      | 37      | Semifinale        | Cougars de Saint-Ouen-l'Aumône |
| 2016     | 6              | 1              | 2              | 9              | 180            | 101            | 0       | 1       | 1       | 21      | 27      | Semifinale        | Cougars de Saint-Ouen-l'Aumône |
| 2017     | 9              | 0              | 1              | 10             | 296            | 131            | 2       | 0       | 2       | 84      | 56      | Campioni          | Black Panthers de Thonon       |
| 2018     | 8              | 0              | 2              | 10             | 291            | 113            | 2       | 0       | 2       | 39      | 23      | Campioni          | Black Panthers de Thonon       |
| 2019     | 3              | 1              | 6              | 10             | 138            | 157            | -       | -       | -       | -       | -       | -                 | -                              |
| 2020     | 3              | 0              | 0              | 3              | 121            | 6              | -       | -       | -       | -       | -       | -                 | -                              |
| 2022     | 9              | 0              | 1              | 10             | 447            | 108            | 2       | 0       | 2       | 50      | 12      | Campioni          | Black Panthers de Thonon       |
| 2023     | 8              | 1              | 1              | 10             | 321            | 98             | 1       | 1       | 2       | 61      | 58      | Semifinale        | Blue Stars de Marseille        |
| Totale   | 79             | 6              | 25             | 110            | 3038           | 1394           | 10      | 6       | 16      | 409     | 323     |                   |                                |

Fonti: Enciclopedia del Football - A cura di Roberto Mezzetti

##### Challenge Féminin
| Stagione | regular season | regular season | regular season | regular season | regular season | regular season | playoff | playoff | playoff | playoff | playoff | playoff   | playoff    |
|          | Vin            | Par            | Per            | Tot            | PF             | PS             | Vin     | Per     | Tot     | PF      | PS      | risultato | avversaria |
| -------- | -------------- | -------------- | -------------- | -------------- | -------------- | -------------- | ------- | ------- | ------- | ------- | ------- | --------- | ---------- |
| 2016     | 2              | 0              | 2              | 4              | 48             | 46             | -       | -       | -       | -       | -       | -         | -          |
| 2017     | 3              | 0              | 1              | 4              | 88             | 52             | -       | -       | -       | -       | -       | -         | -          |
| 2018     | 0              | 0              | 2              | 2              | 0              | 50             | -       | -       | -       | -       | -       | -         | -          |
| Totale   | 5              | 0              | 5              | 10             | 136            | 148            | -       | -       | -       | -       | -       |           |            |

Fonti: Enciclopedia del Football - A cura di Roberto Mezzetti

### Tornei internazionali

#### European Football League (1986-2013)
| Stagione | regular season | regular season | regular season | regular season | regular season | regular season | playoff | playoff | playoff | playoff | playoff | playoff          | playoff        |
|          | Vin            | Par            | Per            | Tot            | PF             | PS             | Vin     | Per     | Tot     | PF      | PS      | risultato        | avversaria     |
| -------- | -------------- | -------------- | -------------- | -------------- | -------------- | -------------- | ------- | ------- | ------- | ------- | ------- | ---------------- | -------------- |
| 2004     | 1              | 0              | 1              | 2              | 42             | 23             | -       | -       | -       | -       | -       | -                | -              |
| 2006     | 2              | 0              | 0              | 2              | 61             | 18             | 1       | 1       | 2       | 36      | 58      | Eurobowl         | Vienna Vikings |
| 2007     | 1              | 0              | 1              | 2              | 71             | 28             | -       | -       | -       | -       | -       | -                | -              |
| 2008     | 1              | 0              | 1              | 2              | 61             | 41             | -       | -       | -       | -       | -       | -                | -              |
| 2009     | 2              | 0              | 0              | 2              | 59             | 37             | 2       | 1       | 3       | 68      | 66      | Eurobowl         | Tirol Raiders  |
| 2010     | -              | -              | -              | -              | -              | -              | 0       | 1       | 1       | 7       | 44      | Quarti di finale | Vienna Vikings |
| 2012     | 1              | 0              | 1              | 2              | 33             | 21             | -       | -       | -       | -       | -       | -                | -              |
| Totale   | 8              | 0              | 4              | 12             | 327            | 168            | 3       | 3       | 6       | 111     | 168     |                  |                |

Fonti: Enciclopedia del Football - A cura di Roberto Mezzetti

#### BIG6 European Football League
| Stagione | regular season | regular season | regular season | regular season | regular season | regular season | playoff | playoff | playoff | playoff | playoff | playoff   | playoff    |
|          | Vin            | Par            | Per            | Tot            | PF             | PS             | Vin     | Per     | Tot     | PF      | PS      | risultato | avversaria |
| -------- | -------------- | -------------- | -------------- | -------------- | -------------- | -------------- | ------- | ------- | ------- | ------- | ------- | --------- | ---------- |
| 2015     | 0              | 0              | 2              | 2              | 37             | 14             | -       | -       | -       | -       | -       | -         | -          |
| 2018     | 0              | 0              | 2              | 2              | 12             | 58             | -       | -       | -       | -       | -       | -         | -          |
| Totale   | 0              | 0              | 4              | 4              | 49             | 72             | -       | -       | -       | -       | -       |           |            |

Fonti: Enciclopedia del Football - A cura di Roberto Mezzetti

#### FED Cup
| Stagione | regular season | regular season | regular season | regular season | regular season | regular season | playoff | playoff | playoff | playoff | playoff | playoff   | playoff         |
|          | Vin            | Par            | Per            | Tot            | PF             | PS             | Vin     | Per     | Tot     | PF      | PS      | risultato | avversaria      |
| -------- | -------------- | -------------- | -------------- | -------------- | -------------- | -------------- | ------- | ------- | ------- | ------- | ------- | --------- | --------------- |
| 1997     | 2              | 0              | 0              | 2              | 77             | 6              | 1       | 0       | 1       | 28      | 7       | Campioni  | Gladiatori Roma |
| Totale   | 2              | 0              | 0              | 2              | 77             | 6              | 1       | 0       | 1       | 28      | 7       |           |                 |

Fonti: Enciclopedia del Football - A cura di Roberto Mezzetti

### Riepilogo fasi finali disputate
| Anno           | Luogo               | Evento         | Fase del torneo   | Incontro                                               | Risultato |
| 1997           | Roma                | FED Cup        | Finale            | Gladiatori Roma - Flash de La Courneuve                | 7 - 28    |
| 22 luglio 2006 | Vienna              | EFL            | Eurobowl          | Vienna Vikings - Flash de La Courneuve                 | 41 - 9    |
| 11 luglio 2009 | Innsbruck           | EFL            | Eurobowl          | Tirol Raiders - Flash de La Courneuve                  | 30 - 19   |
| 15 maggio 2010 | La Courneuve        | EFL            | Quarti di finale  | Flash de La Courneuve - Vienna Vikings                 | 7 - 44    |
| 18 giugno 2011 | Parigi              | Division Élite | Casque de Diamant | Flash de La Courneuve - Centaures de Grenoble          | 45 - 27   |
| 9 giugno 2012  | Amiens              | Division Élite | Semifinale        | Spartiates d'Amiens - Flash de La Courneuve            | 16 - 13   |
| 22 giugno 2013 | Parigi              | Division Élite | Casque de Diamant | Flash de La Courneuve - Black Panthers de Thonon       | 0 - 14    |
| 21 giugno 2014 | La Courneuve        | Division Élite | Semifinale        | Flash de La Courneuve - Molosses d'Asnières            | 15 - 18   |
| 7 giugno 2015  | Saint-Ouen-l'Aumône | Division Élite | Semifinale        | Cougars de Saint-Ouen-l'Aumône - Flash de La Courneuve | 37 - 26   |
| 11 giugno 2016 | Saint-Ouen-l'Aumône | Division Élite | Semifinale        | Cougars de Saint-Ouen-l'Aumône - Flash de La Courneuve | 27 - 21   |
| 24 giugno 2017 | Fos-sur-Mer         | Division Élite | Casque de Diamant | Flash de La Courneuve - Black Panthers de Thonon       | 44 - 40   |
| 30 giugno 2018 | Fos-sur-Mer         | Division Élite | Casque de Diamant | Black Panthers de Thonon - Flash de La Courneuve       | 14 - 20   |
| 9 luglio 2022  | Thonon-les-Bains    | Division Élite | Casque de Diamant | Flash de La Courneuve - Black Panthers de Thonon       | 16 - 10   |
| 17 giugno 2023 |                     | Division Élite | Semifinale        | Blue Stars de Marseille - Flash de La Courneuve        | 27 - 20   |

## Palmarès

### Titoli europei
- 1 FED Cup (1997)

### Titoli nazionali
- 12 Casque de diamant (campionato francese: 1997, 2000, 2003, 2005, 2006, 2007, 2008, 2009, 2011, 2017, 2018, 2022)
- 4 Campionati francesi Junior a 11 (2012, 2013, 2014, 2019)
- 7 Campionati francesi Junior a 9 (1990-1991, 1991-1992, 1997-1998, 1999-2000, 2005, 2006, 2007)
- 3 Campionati francesi Cadets (2002, 2003, 2010)
- 3 Campionato francese flag football Under-15 (2011)